# 蒙泰基奥埃米利亚
蒙泰基奥埃米利亚（義大利語：Montecchio Emilia），是意大利雷焦艾米利亚省的一个市镇。总面积24平方公里，人口10376人，人口密度432.3人/平方公里（2009年）。ISTAT代码为035027。